# I Will Always Love You
I Will Always Love You è un singolo della cantante statunitense Dolly Parton, pubblicato nel l'11 marzo 1974 come secondo estratto dall'album Jolene
Nel 1982 la canzone fu reincisa per la colonna sonora del film musicale Il più bel casino del Texas di Colin Higgins, in cui la Parton recitava insieme a Burt Reynolds.
La canzone venne portata al successo internazionale nel 1992 da Whitney Houston.

## Composizione
Dolly Parton compose la canzone avendo in mente il suo mentore Porter Wagoner, con il quale stava cessando i rapporti lavorativi.

## Versione di Whitney Houston
La grande popolarità del brano arriva nel 1992, quando Whitney Houston lo reinterpreta per la colonna sonora del film Guardia del corpo, diventando il singolo più venduto in assoluto da una cantante femminile nonché uno dei più venduti di tutti i tempi con oltre 25 milioni di copie vendute.